# United Kennel Club

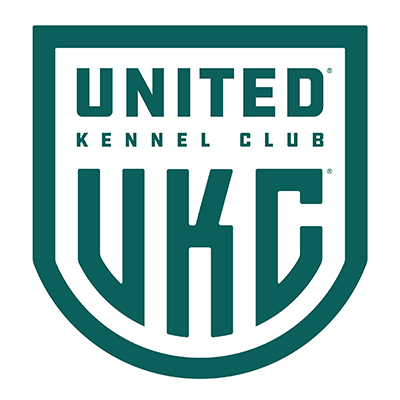
Logotipo de la organización.

El United Kennel Club (también, Unión de Clubes Caninos) es una organización que gestiona una de las mayores bases de datos sobre razas caninas en el mundo.

## Contexto
Fundado en 1898 en Estados Unidos, cuenta con unos 300.000 socios, y a la fecha del presente artículo es el segundo registro más antiguo de razas de perros en los Estados Unidos.[cita requerida]

## Actividades
Organiza multitud de programas y exhibiciones de obediencia, agilidad, deportes para perros, pruebas de caza y otras actividades en los Estados Unidos.[cita requerida]